# Lúcio Yanel
Lúcio Yanel (nacido Federico Nelsón Giles en Corrientes, Argentina, 2 de mayo de 1946) es un guitarrista, cantante, compositor, actor y folclorista argentino radicado en Brasil, considerado uno de los máximos exponentes de la guitarra solista en la música regional de Rio Grande Do Sul.

## Biografía
Hijo de Doña María Rabenau de Giles y Don Ventura Giles, Federico Nelsón GIles nació en Corrientes el 2 de mayo de 1946.
Acompañando a su padre, trabajador ferroviario, Federico Nelsón llegó en el año 1960 a la ciudad de Concordia (Entre Ríos) donde comenzó a estudiar guitarra con Mongeloz, un profesor de guitarra de origen paraguayo.
En esa década, alrededor de los 15 años de edad, se presenta como cantante acompañado de su guitarra en LT15 Radio del Litoral de Concordia y también en un certamen de folklore en el Club Ferrocarril de esa ciudad, donde obtiene el primer premio como solista.
A los 17 años, cuando él vivía en la casa familiar del Barrio Libertad de Corrientes se conoce una de sus primeras obras como autor y compositor: El chamamé “Bienvenido Forastero” el cual fue grabado por célebres artistas, como las Hermanitas Díaz, Ramona Galarza y Roberto Galarza.
En el año 1982 se radicó en Río Grande do Sul, Brasil, y adoptó definitivamente el seudónimo de Lúcio Yanel. Desde entonces vive en la ciudad de Caxias do Sul.
En tantos años de carrera en la región gaúcha brasilera, Lucio Yanel llegó a ser considerado el “Maestro de la guitarra pampeana” (En el concepto amplio de la expresión Pampa, que incluye una gran región con similares características geográficas y socioculturales, e incluye el nombre dado allá a la guitarra criolla), y fue premiado con el Prêmio Açorianos como Mejor Instrumentista Regional y Mejor disco de música instrumental por su disco Dois Tempos con Yamandú Costa, en 2001; también obtuvo el Trofeo del Foro Nacional de Educación de Brasil en el año 2000.

## Discografía
Solista
- 1983: La Del Sentimiento
- 1987: Guitarra Pampeana
- 1997: Aunque Vengan Degollando
- 2003: Acuarela del Sur
- 2009: Misterios del Chamamé

En colaboración con Yamandú Costa.
- 2000: Dois Tempos

En colaboración con Jorge Suligoy.
- 2016: Guaranias